# Muhos kyrka
Muhos kyrka är den tredje kyrkan i ordningen för Muhos församling. Den finns i centrum av kommunen vid Muhoslampi strand i Uleälv.

## Tidigare skeden
Enligt traditionen byggdes den första kyrkan i Muhos på Kirkkosaari (Kyrkholmen), den andra på Kirkkoniemi (Kyrkudden), ganska nära den nuvarande tredje kyrkan. Den tredje kyrkan, som invigdes 1634, är den näst äldsta träkyrkan i Finland, fortfarande nästan i sin ursprungliga form. Det är en rektangulär långkyrka byggde som en blockpelarkyrka. Sägnen säger att den byggdes av tornbyggar-Hannu. Kyrkan har 500 sittplatser och används året runt. Under det stora ofreden (1714–1721) förstördes kyrkan av ryska styrkor. Men kunde tas i bruk efter freden. En genomgripande renovering gjordes 1762 under ledning av kyrkobyggaren Matts Honga. Samtidigt byggdes en klockstapel för två klockor. Stilmässigt hör klockstapeln till den  så kallade österbottniska renässansstilen. Den större klockan göts i Stockholm 1757 och den mindre i Helsingfors 1885.

## Inredning

### Predikstol
Det äldsta föremålet är en predikstol gjord av snickaren och skulptören Mikael Sigfridson Balt i slutet av 1600-talet. Enligt traditionen är skulpturgruppen på predikstolshimmeln ett krigsbytet från trettioåriga kriget i Tyskland.  I mitten står Frälsaren med segerfanan och jorden samt på båda sidorna finns vita  änglar. I predikstolshimmeln hänger duvan, den helige Andes symbol.

### Målningar
De mest värdefulla av kyrkans målningar från tiden mellan 1773 och 1775. De är gjorda av Emanuel Granberg, en kyrkomålare född i Vihanti. I samband med renoveringar 1839 förstördes en del av dem. Kvar är målningarna på sakristians väggar och målningarna på läktarens skrank. Bilderna i sakristian föreställer  Jesus på vägen till Emmaus,  Jesus hemma hos Marta och Maria, Samuel smörjer Saul till kung, huvudet av en ängel, den förlorade sonen som en svinaherde och på dörren den Gode herden. Hesekiels, Jesajas, Jeremias och Daniels porträtt är målade på läktarskranket.  På kyrkans högra vägg finns korsfästelsen, målad av Jakob Wallin 1837. Kyrkans altartavla är Moses och kopparormen, målad på duk 1778 av Emanuel Granberg.

### Artefakter
Ljuskronor, mässingslampetter och ljusstakar är oftast donationer från församlingsmedlemmar. Den äldsta av dem är från mitten av 1700-talet. Psalmtavlan gjordes av en bondsnickare och skänktes omkring 1828 av Abraham Stjernschantz, landshövding i Uleåborgs landskap. De dekorativa utsmyckningarna på psalmtavlan visar korsfästelsen och stiliserade människofigurer. I mitten finns en kvinna med krona som skal påminna om Jungfru Maria. Kyrkans äldsta föremål är en dopfunt av plåt från 1707. Dopfuntens fot av trä daterad till mitten av 1800-talet och är prydd med åtta änglahuvuden i trä. Kyrkans 23-stämmiga orgel byggdes av Kangasala Orgelfabrik 1968.

## Senare renoveringar
Kyrkan renoverades 1872–1873 till nygotisk stil under ledning av kyrkobyggaren Mikko Karjalahti. Innertaket förnyades för att motsvara en gotisk båge och gjordes mera avsmalnande uppåt. Även kyrktornet fick sin nuvarande form samtidigt. Kyrkans ytterväggar brädfodrades och målades. Den senaste renoveringen av Muhos kyrka skedde 1982–1984, då både de inre och yttre ytorna målades i färger från 1800-talet. 

## Kyrkogård
Det finns tre monument på kyrkogården. Framför kyrkan finns ett monument över de stupade i kriget 1918 och en minnessten över de människor som begravts på kyrkogården. Minnesstenen skänktes av konstnären V. Tuomainen till 300-årsjubileet av kyrkan. Här finns också hjältegravar från vinterkriget och fortsättningskriget. MInnesstenen gjordes 1949 av konstnären Martti Tarvainen. 
Vid klocktapeln finns en fattiggubbe snidad av Elias Vainio 1934. Gubben är 127 centimeter hög.